# World Combat Games de 2010
O World Combat Games de 2010 foi a primeira edição do World Combat Games.
Teve como cidade sede Pequim, e teve 12 eventos esportivos: boxe, judô, ju-jitsu, karate, kendo, kickboxing, Muay thai, sambo, sumo, taekwondo, wrestling e wushu.
O evento teve início no dia 28 de Agosto, e encerrou no dia 04 de Setembro. Participaram 1.108 desportistas, de todos os 5 continentes.

## Países Participantes
| - Argélia - Angola - Argentina - Armênia - Austrália - Áustria - Azerbaijão - Bielorrússia - Bélgica - Benim - Bolívia - Brasil - Bulgária - Camarões - Canadá - Chile - China - Taipé Chinesa - Colômbia - Congo - Côte d'Ivoire - Croácia - Chéquia - Dinamarca - Dominica - República Dominicana - Equador - Egito - El Salvador - Estónia - Finlândia - França - Geórgia | - Alemanha - Gana - Grã Bretanha - Grécia - Haiti - Hong Kong - Hungria - Islândia - Índia - Indonésia - Irão - Irlanda - Israel - Itália - Japão - Jordânia - Cazaquistão - Quirguistão - Letônia - Libya - Lituânia - Macau - Macedônia do Norte - Malásia - Mali - Ilhas Maurícias - México - Moldávia - Mongólia - Montenegro - Marrocos - Países Baixos - Nova Caledônia | - Nova Zelândia - Noruega - Paquistão - Paraguai - Peru - Filipinas - Polónia - Portugal - Porto Rico - Roménia - Rússia - Senegal - Sérvia - Singapura - Eslováquia - Eslovênia - África do Sul - Coreia do Sul - Espanha - Suécia - Suíça - Tajiquistão - Tailândia - Tunísia - Turquia - Turquemenistão - Ucrânia - Estados Unidos - Uruguai - Uzbequistão - Venezuela - Vietname - País de Gales |

## Embaixadores
- Aikido:  Lydia la Rivière-Zijdel[1]
- Judo:  Robert Van de Walle[1]
- Jiu-Jitsu:  Bertrand Amoussou-Guenou[1]
- Karatê:  Tsuguo Sakumoto[1]
- Kendo:  Yoshimitsu Takeyasu[2]
- Kickboxing:  Don Wilson[1]
- Muay thai:  Gavintra Photijak[1]
- Sambo:  Fedor Emelianenko[1]
- Sumo:  Kyokushūzan Noboru[1]
- Taekwondo:  Jung Joon-ho[1]
- Wrestling:  Rulon Gardner[1]
- Wushu:  Jet Li[3]

## Medalhistas

### Boxe

#### Masculino
| Categoria | Ouro                        | Prata                                 | Bronze                           |
| --------- | --------------------------- | ------------------------------------- | -------------------------------- |
| 49 kg     | Zou Shiming China           | Safoviddin Yusufi Tajiquistão         | Mohamed Flissi Argélia           |
| 49 kg     | Zou Shiming China           | Safoviddin Yusufi Tajiquistão         | Juan Medina República Dominicana |
| 52 kg     | Muhammad Waseem Paquistão   | Dagoberto Agüero República Dominicana | Maike Cioacă Roménia             |
| 52 kg     | Muhammad Waseem Paquistão   | Dagoberto Agüero República Dominicana | Li Chao China                    |
| 56 kg     | Zhang Jiawei China          | Joe Cordina País de Gales             | Patrik Velký Chéquia             |
| 56 kg     | Zhang Jiawei China          | Joe Cordina País de Gales             | Mohammad Al-Wadi Jordânia        |
| 60 kg     | Mohamed Ramadan Egito       | Asylbek Talasbayev Quirguistão        | Tomasz Michelus Polónia          |
| 60 kg     | Mohamed Ramadan Egito       | Asylbek Talasbayev Quirguistão        | Liu Qiang China                  |
| 64 kg     | Ermek Sakenov Quirguistão   | Hu Richabilige China                  | Michał Żeromiński Polónia        |
| 64 kg     | Ermek Sakenov Quirguistão   | Hu Richabilige China                  | Chris Jenkins País de Gales      |
| 69 kg     | Vasile Belous Moldávia      | Maimaitituersun Qiong China           | Kamil Gardzielik Polónia         |
| 69 kg     | Vasile Belous Moldávia      | Maimaitituersun Qiong China           | Maksat Alimbaev Quirguistão      |
| 75 kg     | Zhang Jianting China        | Vladimir Milevskij Lituânia           | Abdelmalek Rahou Argélia         |
| 75 kg     | Zhang Jianting China        | Vladimir Milevskij Lituânia           | Navruz Jafoev Tajiquistão        |
| 81 kg     | Masculinog Fanlong China    | Tadas Tamašauskas Lituânia            | Ahmed Maher Egito                |
| 81 kg     | Masculinog Fanlong China    | Tadas Tamašauskas Lituânia            | Gleb Şapoval Moldávia            |
| 91 kg     | Constantin Bejenaru Roménia | Ahmad Teimat Jordânia                 | Jahon Qurbonov Tajiquistão       |
| 91 kg     | Constantin Bejenaru Roménia | Ahmad Teimat Jordânia                 | Vitalijus Subačius Lituânia      |
| +91 kg    | Zhang Zhilei China          | Mihai Nistor Roménia                  | Chouaib Bouloudinat Argélia      |
| +91 kg    | Zhang Zhilei China          | Mihai Nistor Roménia                  | Tomasz Duszak Polónia            |

### Judo

#### Masculino
| Categoria  | Ouro                | Prata                    | Bronze                |
| ---------- | ------------------- | ------------------------ | --------------------- |
| Openweight | Masaru Momose Japão | Vladimirs Osnačs Letônia | Jérôme Wustner França |
| Openweight | Masaru Momose Japão | Vladimirs Osnačs Letônia | Yuki Deguchi Japão    |

#### Feminino
| Categoria  | Ouro           | Prata                  | Bronze             |
| ---------- | -------------- | ---------------------- | ------------------ |
| Openweight | Qin Qian China | Nodoka Shiraishi Japão | Liu Huanyuan China |
| Openweight | Qin Qian China | Nodoka Shiraishi Japão | Mei Fang China     |

### Ju-jitsu

#### Masculino
| Categoria | Ouro                                      | Prata                               | Bronze                             |
| --------- | ----------------------------------------- | ----------------------------------- | ---------------------------------- |
| Duplas    | Itália · Vito Zaccaria · Michele Vallieri | Suíça · Pascal Müller · Remo Müller | Roménia · Doru Galan · Ionuţ Dobre |
| 62 kg     | Pavel Korzhavikh Rússia                   | Zlatko Tsvetkov Bulgária            | Francisco García Espanha           |
| 69 kg     | Yerlan Tleumbetov Cazaquistão             | Fedor Serov Rússia                  | Marco Baratti Itália               |
| 77 kg     | Mario Staller Alemanha                    | Nurlan Tleumbetov Cazaquistão       | Ivan Nastenko Ucrânia              |
| 85 kg     | Dmitry Nebolsin Rússia                    | Ali Smail Argélia                   | Leonardo Sinchicay Argentina       |
| 94 kg     | Thaer Odeh Espanha                        | Vedran Ikić Croácia                 | Tomasz Szewczak Polónia            |
| +94 kg    | Frédéric Husson França                    | Rob Haans Países Baixos             | Egor Stepanov Rússia               |

#### Feminino
| Categoria | Ouro                                          | Prata                                 | Bronze                                   |
| --------- | --------------------------------------------- | ------------------------------------- | ---------------------------------------- |
| Duplas    | Roménia · Genoveva Galan · Cătălina Mihalache | Suíça · Antonia Erni · Alexandra Erni | Alemanha · Frauke Kühni · Stefanie Konop |
| 55 kg     | Martyna Bierońska Polónia                     | Annabelle Reydy França                | Olga Pastushenko Rússia                  |
| 62 kg     | Heleen Baars Países Baixos                    | Carina Neupert Alemanha               | Tamara Strnad Eslovênia                  |
| 70 kg     | Sonja Kinz Alemanha                           | Jeanne Rasmussen Dinamarca            | Lindsay Wyatt Países Baixos              |
| +70 kg    | Sarina Bleumink Países Baixos                 | Alla Paderina Rússia                  | Sabina Predovnik Eslovênia               |

#### Misto
| Categoria | Ouro                                  | Prata                                  | Bronze                                        |
| --------- | ------------------------------------- | -------------------------------------- | --------------------------------------------- |
| Duplas    | França · Nicolas Péréa · Aurore Péréa | Áustria · Marcus Haider · Vera Bichler | Eslovênia · Matic Derenda · Andrejka Ferenčak |

### Karate

#### Masculino
| Categoria | Ouro                     | Prata                          | Bronze                    |
| --------- | ------------------------ | ------------------------------ | ------------------------- |
| 60 kg     | Danil Domdjoni Croácia   | Mohammad Reza Ghoroubi Irão    | Tsuneari Yahiro Austrália |
| 67 kg     | Niyazi Aliyev Azerbaijão | Dimitrios Triantafyllis Grécia | William Rolle França      |
| 75 kg     | Saeid Farrokhi Irão      | Giorgos Tzanos Grécia          | Ko Matsuhisa Japão        |
| 84 kg     | Enes Erkan Turquia       | Timothy Petersen Países Baixos | Hany Shakr Egito          |
| +84 kg    | Ibrahim Gary França      | Jonathan Horne Alemanha        | Stefano Maniscalco Itália |

#### Feminino
| Categoria | Ouro                       | Prata                           | Bronze                             |
| --------- | -------------------------- | ------------------------------- | ---------------------------------- |
| 50 kg     | Gülderen Çelik Turquia     | Chen Yen-hui Taipé Chinesa      | Li Hong China                      |
| 55 kg     | Jelena Kovačević Croácia   | Stella Urango Colômbia          | Nataša Ilievska Macedônia do Norte |
| 61 kg     | Boutheina Hasnaoui Tunísia | Elisa Au-Fonseca Estados Unidos | Alexandra Grande Peru              |
| 68 kg     | Tiffany Fanjat França      | Cheryl Murphy Estados Unidos    | Feng Lanlan China                  |
| +68 kg    | Shymaa Mohamed Egito       | Jeanis Colzani Brasil           | Cristina Feo Espanha               |

### Kendo

#### Masculino
| Categoria          | Ouro                   | Prata                | Bronze                      |
| ------------------ | ---------------------- | -------------------- | --------------------------- |
| Individual         | Ryoichi Uchimura Japão | Shoji Teramoto Japão | Kim Min-Gyu Coreia do Sul   |
| Individual         | Ryoichi Uchimura Japão | Shoji Teramoto Japão | Daisuke Wako Japão          |
| Special individual | Kazuo Furukawa Japão   | Shinji Funatsu Japão | Park Hak-Jin Coreia do Sul  |
| Special individual | Kazuo Furukawa Japão   | Shinji Funatsu Japão | Wu Tsung-shan Taipé Chinesa |

#### Feminino
| Categoria          | Ouro                    | Prata                     | Bronze                   |
| ------------------ | ----------------------- | ------------------------- | ------------------------ |
| Individual         | Yuka Kozuno Japão       | Jeon Ka-Hee Coreia do Sul | Yukiko Takami Japão      |
| Individual         | Yuka Kozuno Japão       | Jeon Ka-Hee Coreia do Sul | Grace Lee Estados Unidos |
| Special individual | Chinatsu Murayama Japão | Sachie Shojima Japão      | Wendy Robillard Canadá   |
| Special individual | Chinatsu Murayama Japão | Sachie Shojima Japão      | Saeko Tew Estados Unidos |

### Kickboxing

#### Masculino
| Categoria            | Ouro                            | Prata                          | Bronze                        |
| -------------------- | ------------------------------- | ------------------------------ | ----------------------------- |
| Low kick 63.5 kg     | Denis Lukashov Rússia           | Fikri Arıcan Turquia           | Mihajlo Jovanović Sérvia      |
| Low kick 67 kg       | Shamil Abdulmedzhidov Rússia    | Petar Živković Sérvia          | Ezbiri Abdella França         |
| Low kick 71 kg       | Parviz Abdullayev Azerbaijão    | Vladimir Tarasov Rússia        | Tomasz Mordarski Polónia      |
| Low kick 75 kg       | Karim Ghajji França             | Alpay Kır Turquia              | Kanan Sadikhov Azerbaijão     |
| Low kick 81 kg       | Evgeny Gubar Rússia             | Bakari Tounkara França         | Miika Lumilampi Finlândia     |
| Semi contact 63 kg   | Andrea Lucchese Itália          | Jason Doyle Irlanda            | Richard Veres Hungria         |
| Semi contact 69 kg   | DoMasculinoico De Marco Itália  | László Gambos Hungria          | Jason Daniels Irlanda         |
| Semi contact 74 kg   | Gregorio Di Leo Itália          | Nikos Memos Grécia             | Tamás Imre Hungria            |
| Semi contact 79 kg   | Robert McMasculinoamey Irlanda  | Zsolt Moradi Hungria           | Harald Schmidt Alemanha       |
| Semi contact 84 kg   | Krisztián Jároszkievicz Hungria | Michael Page Reino Unido       | Roman Brundl Áustria          |
| Full contact 63.5 kg | Kostyantyn Demoretskyi Ucrânia  | Gábor Görbics Hungria          | Zalimkhan Aliev Rússia        |
| Full contact 67 kg   | Edmond Mebenga França           | Oleg Zaytsev Rússia            | Jarkko Jussila Finlândia      |
| Full contact 71 kg   | Nikolay Osobskiy Ucrânia        | Christian Kvatningen Noruega   | Sanjin Pol Vrgoč Croácia      |
| Full contact 75 kg   | Yusup Magomedbekov Rússia       | Andreas Lødrup Noruega         | Azamat Nurpeissov Cazaquistão |
| Full contact 81 kg   | Igor Prykhodko Ucrânia          | Karl Martin Richardsen Noruega | Mariusz Niziołek Polónia      |

#### Feminino
| Categoria          | Ouro                  | Prata                     | Bronze                   |
| ------------------ | --------------------- | ------------------------- | ------------------------ |
| Low kick 56 kg     | Eva Lišková Chéquia   | Doris Köhler Áustria      | Alicja Piecyk Polónia    |
| Low kick 60 kg     | Fatima Bokova Rússia  | Barbara Plazzoli Itália   | Kinga Siwa Polónia       |
| Semi contact 55 kg | Luisa Gullotti Itália | Bianca Pfahringer Áustria | Eirin Dale Noruega       |
| Semi contact 60 kg | Gloria De Bei Itália  | Ida Abrahamsen Noruega    | Barbara Szendrei Hungria |
| Full contact 56 kg | Tonje Sørlie Noruega  | Valeria Iskhakova Rússia  | Roxane Laszack França    |
| Full contact 60 kg | Thea Næss Noruega     | Gözde Bayergi Turquia     | Séverine Guilpin França  |

### Muay thai

#### Masculino
| Categoria | Ouro                             | Prata                             | Bronze                        |
| --------- | -------------------------------- | --------------------------------- | ----------------------------- |
| 54 kg     | Sattra Paleenaram Tailândia      | Abderrahmane Zine Marrocos        | Rıdvan Kurt Turquia           |
| 54 kg     | Sattra Paleenaram Tailândia      | Abderrahmane Zine Marrocos        | Mohd Ali Yaakub Malásia       |
| 57 kg     | Igor Liubchenko Ucrânia          | Witsanu Chankhunthod Tailândia    | Wang Kang China               |
| 57 kg     | Igor Liubchenko Ucrânia          | Witsanu Chankhunthod Tailândia    | Chris White Austrália         |
| 63.5 kg   | Panupan Tanjad Tailândia         | Firdavsiy Kholmuratov Uzbequistão | Garik Kalashyan Rússia        |
| 63.5 kg   | Panupan Tanjad Tailândia         | Firdavsiy Kholmuratov Uzbequistão | Martin Akhtar Suécia          |
| 67 kg     | Jeerasak Inudom Tailândia        | Michael Dicks Reino Unido         | Igor Petrov Rússia            |
| 67 kg     | Jeerasak Inudom Tailândia        | Michael Dicks Reino Unido         | Soufiane Zridy Marrocos       |
| 71 kg     | Teerapong Dee Tailândia          | Marcus Öberg Suécia               | Zhang Xiaolong China          |
| 71 kg     | Teerapong Dee Tailândia          | Marcus Öberg Suécia               | Artur Kyshenko Ucrânia        |
| 75 kg     | Artem Levin Rússia               | Yodthanong Photirat Tailândia     | Jesse Lacombe Canadá          |
| 75 kg     | Artem Levin Rússia               | Yodthanong Photirat Tailândia     | Vasyl Tereshonok Ucrânia      |
| 81 kg     | Simon Marcus Canadá              | Artem Vakhitov Rússia             | Dzmitry Abdulin Bielorrússia  |
| 81 kg     | Simon Marcus Canadá              | Artem Vakhitov Rússia             | Nurbolat Sengirov Cazaquistão |
| 91 kg     | Dzianis Hancharonak Bielorrússia | Wang Wenzhong China               | Tsotne Rogava Ucrânia         |
| 91 kg     | Dzianis Hancharonak Bielorrússia | Wang Wenzhong China               | Thor Hoopmann Austrália       |

#### Feminino
| Categoria | Ouro                      | Prata                   | Bronze                      |
| --------- | ------------------------- | ----------------------- | --------------------------- |
| 51 kg     | Eva Fernández Espanha     | Özlem Şan Turquia       | Fatima Pinto Noruega        |
| 51 kg     | Eva Fernández Espanha     | Özlem Şan Turquia       | Prakaidao Pramari Tailândia |
| 54 kg     | Milja Heino Finlândia     | Misty Sutherland Canadá | Asmae Ouzari Marrocos       |
| 54 kg     | Milja Heino Finlândia     | Misty Sutherland Canadá | Diana Yakovleva Ucrânia     |
| 60 kg     | Valentina Shevchenko Peru | Caley Lewis Austrália   | Aicha El-Majydy Marrocos    |
| 60 kg     | Valentina Shevchenko Peru | Caley Lewis Austrália   | Ania Fucz Alemanha          |

### Sambo

#### Masculino
| Categoria | Ouro                        | Prata                         | Bronze                      |
| --------- | --------------------------- | ----------------------------- | --------------------------- |
| 68 kg     | Damir Muhidov Uzbequistão   | Arman Sanserbin Cazaquistão   | Kim Kwang-Sub Coreia do Sul |
| 74 kg     | Bair Omoktuev Rússia        | RuMasculino Dimitrov Bulgária | Sergej Grecicho Lituânia    |
| 90 kg     | Akobir Kurbonov Uzbequistão | Moysis Iliadis Grécia         | Ivan Remarenco Moldávia     |
| +100 kg   | Janosch Stefan Alemanha     | Aleksander Emelianenko Rússia | Tadas Rimkevičius Lituânia  |

#### Feminino
| Categoria | Ouro                        | Prata                     | Bronze                             |
| --------- | --------------------------- | ------------------------- | ---------------------------------- |
| 56 kg     | Marianna Alieva Rússia      | Kalina Stefanova Bulgária | Katsiaryna Prakapenka Bielorrússia |
| 64 kg     | Ekaterina Onoprienko Rússia | Olena Sayko Ucrânia       | Adriana Cherar Roménia             |

### Sumô

#### Masculino
| Categoria    | Ouro                  | Prata                           | Bronze                         |
| ------------ | --------------------- | ------------------------------- | ------------------------------ |
| Lightweight  | Nachyn Mongush Rússia | Rentsendorjiin Gantögs Mongólia | Takashi Shimako Japão          |
| Middleweight | Ryo Ito Japão         | Katsuo Yoshida Japão            | Yevgen Kozlyatin Ucrânia       |
| Heavyweight  | Alan Karaev Rússia    | Hiroaki Tanaka Japão            | Takashi HiMasculinoo Japão     |
| Openweight   | Alan Karaev Rússia    | Hiroaki Tanaka Japão            | Ulambayaryn Byambajav Mongólia |

#### Feminino
| Categoria    | Ouro                      | Prata                    | Bronze                          |
| ------------ | ------------------------- | ------------------------ | ------------------------------- |
| Lightweight  | Anna Metodieva Bulgária   | Nelli Vorobieva Rússia   | Alina Boykova Ucrânia           |
| Middleweight | Maryna Pryshchepa Ucrânia | Anna Aleksandrova Rússia | Maryna MaksyMasculinoko Ucrânia |
| Heavyweight  | Anna Zhigalova Rússia     | Olga Davydko Ucrânia     | Yuka Ueta Japão                 |
| Openweight   | Olga Davydko Ucrânia      | Svitlana Iaromka Ucrânia | Anna Zhigalova Rússia           |

### Taekwondo

#### Masculino
| Categoria | Ouro                      | Prata                       | Bronze                        |
| --------- | ------------------------- | --------------------------- | ----------------------------- |
| 58 kg     | Joel González Espanha     | Guillermo Pérez México      | Chutchawal Khawlaor Tailândia |
| 58 kg     | Joel González Espanha     | Guillermo Pérez México      | Sherif Wasfy Egito            |
| 68 kg     | Son Tae-Jin Coreia do Sul | Reza Naderian Irão          | Huang Jiannan China           |
| 68 kg     | Son Tae-Jin Coreia do Sul | Reza Naderian Irão          | Balla Dièye Senegal           |
| 80 kg     | Masoud Hajji Zavareh Irão | Nicolás García Espanha      | Mauro Sarmiento Itália        |
| 80 kg     | Masoud Hajji Zavareh Irão | Nicolás García Espanha      | Kim Joon-Tae Coreia do Sul    |
| +80 kg    | Leonardo Basile Itália    | Arman Chilmanov Cazaquistão | Hu Yaxin China                |
| +80 kg    | Leonardo Basile Itália    | Arman Chilmanov Cazaquistão | Roman Kuznetsov Rússia        |

#### Feminino
| Categoria | Ouro                           | Prata                      | Bronze                         |
| --------- | ------------------------------ | -------------------------- | ------------------------------ |
| 49 kg     | Brigitte Yagüe Espanha         | Buttree Puedpong Tailândia | Wu Jingyu China                |
| 49 kg     | Brigitte Yagüe Espanha         | Buttree Puedpong Tailândia | Yasmina Aziez França           |
| 57 kg     | Tseng Pei-hua Taipé Chinesa    | Bat-El Gatterer Israel     | Veronica Calabrese Itália      |
| 57 kg     | Tseng Pei-hua Taipé Chinesa    | Bat-El Gatterer Israel     | Hend Yasser Egito              |
| 67 kg     | Hwang Kyung-Seon Coreia do Sul | Petra Matijašević Croácia  | Chuang Chia-chia Taipé Chinesa |
| 67 kg     | Hwang Kyung-Seon Coreia do Sul | Petra Matijašević Croácia  | Khaoula Ben Hamza Tunísia      |
| +67 kg    | Bianca Walkden Reino Unido     | Gwladys Épangue França     | An Sae-Bom Coreia do Sul       |
| +67 kg    | Bianca Walkden Reino Unido     | Gwladys Épangue França     | María Espinoza México          |

### Wrestling

#### Masculino
| Categoria        | Ouro                        | Prata                             | Bronze                              |
| ---------------- | --------------------------- | --------------------------------- | ----------------------------------- |
| Belt 96 kg       | Viktors Reško Letônia       | Kostiantyn Koptiev Ucrânia        | Abdolvahed Mohammadi Irão           |
| Grappling 70 kg  | Maciej Polok Polónia        | Matthieu Husson França            | Tom LeCuyer Estados Unidos          |
| Grappling 80 kg  | David Pierre-Louis França   | Krzysztof Łukaszewicz Polónia     | Sergii Sergiienko Ucrânia           |
| Grappling 90 kg  | Zbigniew Tyszka Polónia     | Jose Ródenas Espanha              | Lamberto Raffi Itália               |
| Pankration 70 kg | Oleksandr Vysotskyi Ucrânia | Mykhailo Lasiuchenko Ucrânia      | Zhumageldy Zhetpisbayev Cazaquistão |
| Pankration 80 kg | Andrey Koreshkov Rússia     | Jon Friedland Estados Unidos      | Vasyl Novikov Ucrânia               |
| Pankration 90 kg | Mayindur Magomedov Rússia   | Yauheni Aliantsevich Bielorrússia | Sergii Guziev Ucrânia               |

#### Feminino
| Categoria       | Ouro                       | Prata                             | Bronze                |
| --------------- | -------------------------- | --------------------------------- | --------------------- |
| Freestyle 48 kg | Sun Yanan China            | Yana Stadnik Reino Unido          | Anna Łukasiak Polónia |
| Freestyle 55 kg | Brittanee Laverdure Canadá | Chikako Matsukawa Japão           | Liu Gui China         |
| Freestyle 63 kg | Olesya Zamula Azerbaijão   | Amberle Montgomery Estados Unidos | Yang Panpan China     |
| Freestyle 72 kg | Qin Xiaoqing China         | Hiroe Suzuki Japão                | Leah Callahan Canadá  |
| Grappling 60 kg | Sheila Bird Canadá         | Irena Preiss Polónia              | Océane Talvard França |

### Wushu

#### Masculino
| Categoria             | Ouro                 | Prata                     | Bronze                    |
| --------------------- | -------------------- | ------------------------- | ------------------------- |
| Changquan             | Jia Rui Macau        | Daisuke Ichikizaki Japão  | Ng Say Yoke Malásia       |
| Nanquan & Nangun      | Farshad Arabi Irão   | He Jing de Hong Kong      | Ho Mun Hua Malásia        |
| Taijiquan & Taijijian | Huang Yingqi China   | Loh Jack Chang Malásia    | Iao Chon In Macau         |
| Daoshu & Gunshu       | Lu Yongxu China      | Ehsan Peighambari Irão    | SeMasculino Udelov Rússia |
| Sanshou 56 kg         | Li Haiming China     | Sait Khairullayev Rússia  | Jerônimo Martins Brasil   |
| Sanshou 56 kg         | Li Haiming China     | Sait Khairullayev Rússia  | None awarded              |
| Sanshou 70 kg         | Cai Liang Chan Macau | Ismail Aliev Rússia       | Ahmed Ibrahim Egito       |
| Sanshou 70 kg         | Cai Liang Chan Macau | Ismail Aliev Rússia       | Sajjad Abbasi Irão        |
| Sanshou 85 kg         | Xu Jiaheng China     | Hamid Reza Gholipour Irão | Oliver Hasler Suíça       |
| Sanshou 85 kg         | Xu Jiaheng China     | Hamid Reza Gholipour Irão | Muslim Salikhov Rússia    |

#### Feminino
| Categoria             | Ouro                     | Prata                    | Bronze                   |
| --------------------- | ------------------------ | ------------------------ | ------------------------ |
| Changquan             | Ma Lan China             | Geng Xiao Ling Hong Kong | Susyana Tjhan Indonésia  |
| Nanquan & Nandao      | Tatiana Ivshina Rússia   | Tai Cheau Xuen Malásia   | Ivana Irmanto Indonésia  |
| Taijiquan & Taijijian | Lindswell Indonésia      | Ai Miyaoka Japão         | Tao Yi Jun Singapura     |
| Jianshu & Qiangshu    | Zheng Tian Hui Hong Kong | Shizuka Morimoto Japão   | Svetlana Zhurkina Rússia |
| Sanshou 52 kg         | E Meidie China           | Ayşegül Behlivan Turquia | None awarded             |
| Sanshou 52 kg         | E Meidie China           | Ayşegül Behlivan Turquia | None awarded             |
| Sanshou 60 kg         | Wang Guixian China       | Aurélie Nicole França    | Gülşah Kıyak Turquia     |
| Sanshou 60 kg         | Wang Guixian China       | Aurélie Nicole França    | None awarded             |

## Quadro de Medalhas
País sede destacado.
| Ordem | País                 | Medalha de ouro | Medalha de prata | Medalha de bronze | Total |
| ----- | -------------------- | --------------- | ---------------- | ----------------- | ----- |
| 1     | Rússia               | 18              | 11               | 10                | 39    |
| 2     | China                | 15              | 3                | 13                | 31    |
| 3     | Ucrânia              | 7               | 5                | 11                | 23    |
| 4     | França               | 7               | 5                | 7                 | 19    |
| 5     | Itália               | 7               | 1                | 5                 | 13    |
| 6     | Japão                | 6               | 12               | 7                 | 25    |
| 7     | Tailândia            | 4               | 3                | 2                 | 9     |
| 8     | Espanha              | 4               | 2                | 2                 | 8     |
| 9     | Irão                 | 3               | 4                | 2                 | 9     |
| 10    | Polónia              | 3               | 2                | 10                | 15    |
| 11    | Alemanha             | 3               | 2                | 3                 | 8     |
| 12    | Canadá               | 3               | 1                | 3                 | 7     |
| 13    | Azerbaijão           | 3               | 0                | 1                 | 4     |
| 14    | Turquia              | 2               | 5                | 2                 | 9     |
| 15    | Noruega              | 2               | 4                | 2                 | 8     |
| 16    | Croácia              | 2               | 2                | 1                 | 5     |
| 16    | Países Baixos        | 2               | 2                | 1                 | 5     |
| 18    | Coreia do Sul        | 2               | 1                | 5                 | 8     |
| 19    | Roménia              | 2               | 1                | 3                 | 6     |
| 20    | Uzbequistão          | 2               | 1                | 0                 | 3     |
| 21    | Egito                | 2               | 0                | 5                 | 7     |
| 22    | Macau                | 2               | 0                | 1                 | 3     |
| 23    | Hungria              | 1               | 3                | 3                 | 7     |
| 23    | Cazaquistão          | 1               | 3                | 3                 | 7     |
| 25    | Bulgária             | 1               | 3                | 0                 | 4     |
| 25    | Grã Bretanha         | 1               | 3                | 0                 | 4     |
| 27    | Hong Kong            | 1               | 2                | 0                 | 3     |
| 28    | Bielorrússia         | 1               | 1                | 2                 | 4     |
| 28    | Taipé Chinesa        | 1               | 1                | 2                 | 4     |
| 30    | Irlanda              | 1               | 1                | 1                 | 3     |
| 30    | Quirguistão          | 1               | 1                | 1                 | 3     |
| 32    | Letônia              | 1               | 1                | 0                 | 2     |
| 33    | Finlândia            | 1               | 0                | 2                 | 3     |
| 33    | Indonésia            | 1               | 0                | 2                 | 3     |
| 33    | Moldávia             | 1               | 0                | 2                 | 3     |
| 36    | Chéquia              | 1               | 0                | 1                 | 2     |
| 36    | Peru                 | 1               | 0                | 1                 | 2     |
| 36    | Tunísia              | 1               | 0                | 1                 | 2     |
| 39    | Paquistão            | 1               | 0                | 0                 | 1     |
| 40    | Estados Unidos       | 0               | 4                | 3                 | 7     |
| 41    | Grécia               | 0               | 4                | 0                 | 4     |
| 42    | Áustria              | 0               | 3                | 1                 | 4     |
| 43    | Lituânia             | 0               | 2                | 3                 | 5     |
| 44    | Malásia              | 0               | 2                | 3                 | 5     |
| 45    | Suíça                | 0               | 2                | 1                 | 3     |
| 46    | Argélia              | 0               | 1                | 3                 | 4     |
| 46    | Austrália            | 0               | 1                | 3                 | 4     |
| 46    | Marrocos             | 0               | 1                | 3                 | 4     |
| 49    | Tajiquistão          | 0               | 1                | 2                 | 3     |
| 50    | Brasil               | 0               | 1                | 1                 | 2     |
| 50    | República Dominicana | 0               | 1                | 1                 | 2     |
| 50    | Jordânia             | 0               | 1                | 1                 | 2     |
| 50    | México               | 0               | 1                | 1                 | 2     |
| 50    | Mongólia             | 0               | 1                | 1                 | 2     |
| 50    | Sérvia               | 0               | 1                | 1                 | 2     |
| 50    | Suécia               | 0               | 1                | 1                 | 2     |
| 50    | País de Gales        | 0               | 1                | 1                 | 2     |
| 58    | Colômbia             | 0               | 1                | 0                 | 1     |
| 58    | Dinamarca            | 0               | 1                | 0                 | 1     |
| 58    | Israel               | 0               | 1                | 0                 | 1     |
| 61    | Eslovênia            | 0               | 0                | 3                 | 3     |
| 62    | Argentina            | 0               | 0                | 1                 | 1     |
| 62    | Macedônia do Norte   | 0               | 0                | 1                 | 1     |
| 62    | Senegal              | 0               | 0                | 1                 | 1     |
| 62    | Singapura            | 0               | 0                | 1                 | 1     |
| Total | Total                | 118             | 118              | 154               | 396   |